# ワット・アルンラーチャワラーラーム
ワット・アルンラーチャワラーラームは、タイ王国のバンコクにある寺院。アルンは暁の意味である。三島由紀夫の小説『暁の寺』の舞台ともなり、チャオプラヤ川の川沿いにたたずむ姿はバンコクを代表する風景にも数えられている。またワット・アルンは現在の10バーツ硬貨にも描かれている。一般にはワット・アルンの名でも知られる。また英語においてはTemple of Dawnと呼ばれているが、これが三島由紀夫の暁の寺の由来になったと考えられている。

## 概要
ワット・アルンラーチャワラーラームは、創建についての記録は見つかっていないが、アユタヤ朝のペートラーチャー王時代にフランスの軍人によって描かれたチャオプラヤー川流域の地図にあることから、少なくともそれ以前に建てられていたことがわかる。当時の呼び名はワット・マコーク、その後ワット・マコークノーク、ワット・マコークナイと名を変えたが、1767年のアユタヤ朝滅亡後、この地を掌握したタークシンにより修復され、名前をワット・ジェーンとした。そしてトンブリー王朝の王宮寺院となった。
後のバンコク王朝（チャクリー王朝、現王朝）の創始者ラーマ1世は、トンブリー王朝時代の1779年にタークシン王の命を受け、ヴィエンチャンを攻略、そして、戦利品としてエメラルド仏を持ち帰り、この寺院内に安置された。しかし、1782年にバンコク王朝ができ、エメラルド寺院の建立に伴い、エメラルド仏はイッサラスントーン親王（後のラーマ2世）によってエメラルド寺院・ワット・プラケーオに迎えられた。寺院はその後、ラーマ2世により1820年ヒンドゥー教の暁神アルーナから現在の名称となる。以降ラーマ2世の個人的な保護を受け、ラーマ2世の菩提寺となった。
この寺院で最も特徴的なトウモロコシのような形をした大仏塔はバンコク様式で、高さは75m、台座の周囲は234m（異説あり）。中心の大塔を4つの小塔が取り囲み、須弥山を具現化している。大塔の上方にはインドラ神が三つの頭を持つ象アイラヴァータ（タイ語でエラワン）の上に鎮座しているのは、須弥山山頂の忉利天を表している。塔の表面は陶器の破片で飾られ、さらに基壇の部分にはラーマキエン物語に登場する鬼やガルーダ、ハヌマーンが飾り付けられている。このような陶器を用いた建築の装飾は中国美術の影響によるもので、ラーマ3世時代に多く用いられたものである。塔は19世紀、ラーマ2世のころから建設がはじまり、ラーマ3世の時に完成し、現在みられる姿となった。

## ギャラリー

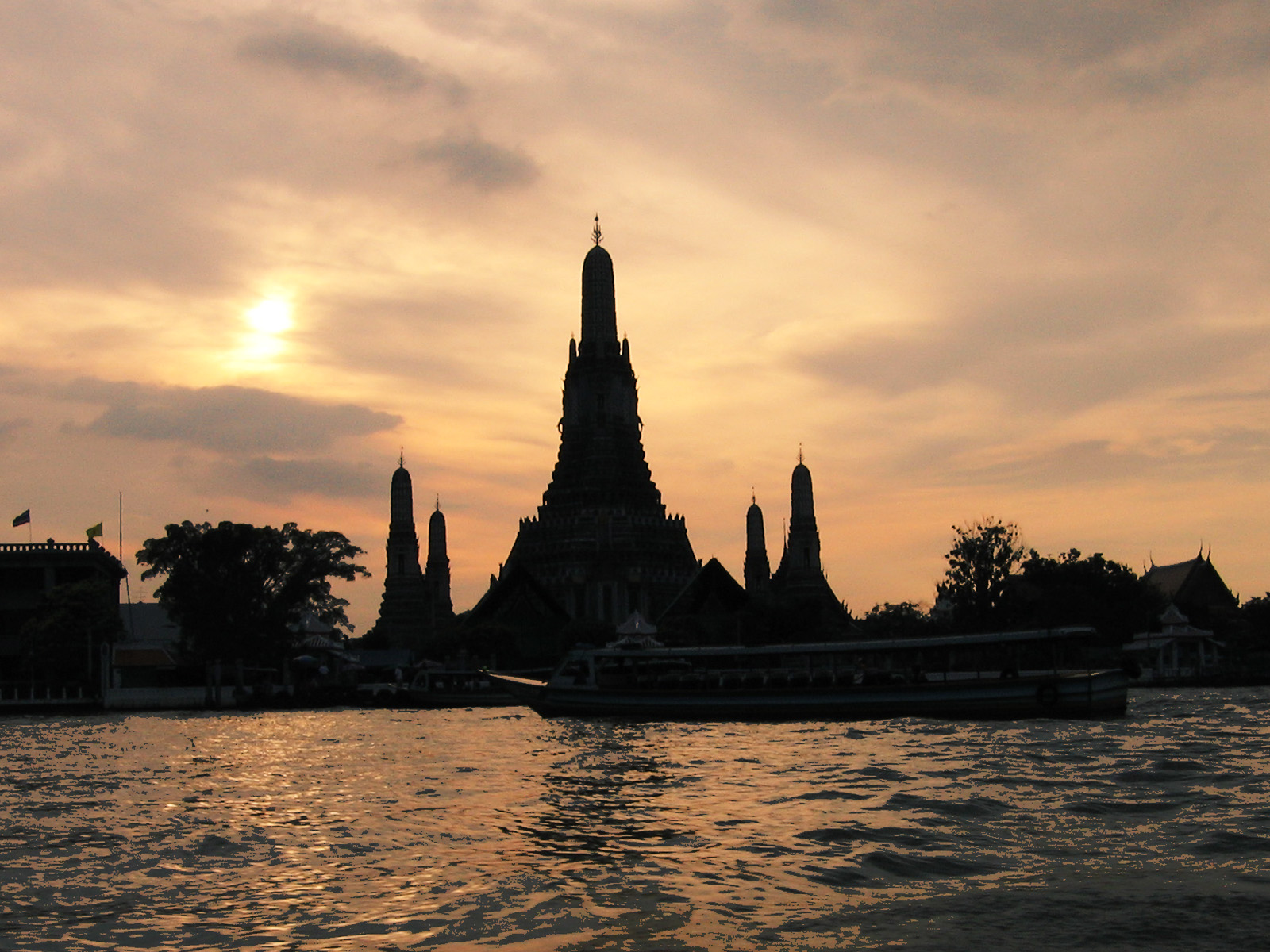
暁に浮かぶワット・アルン
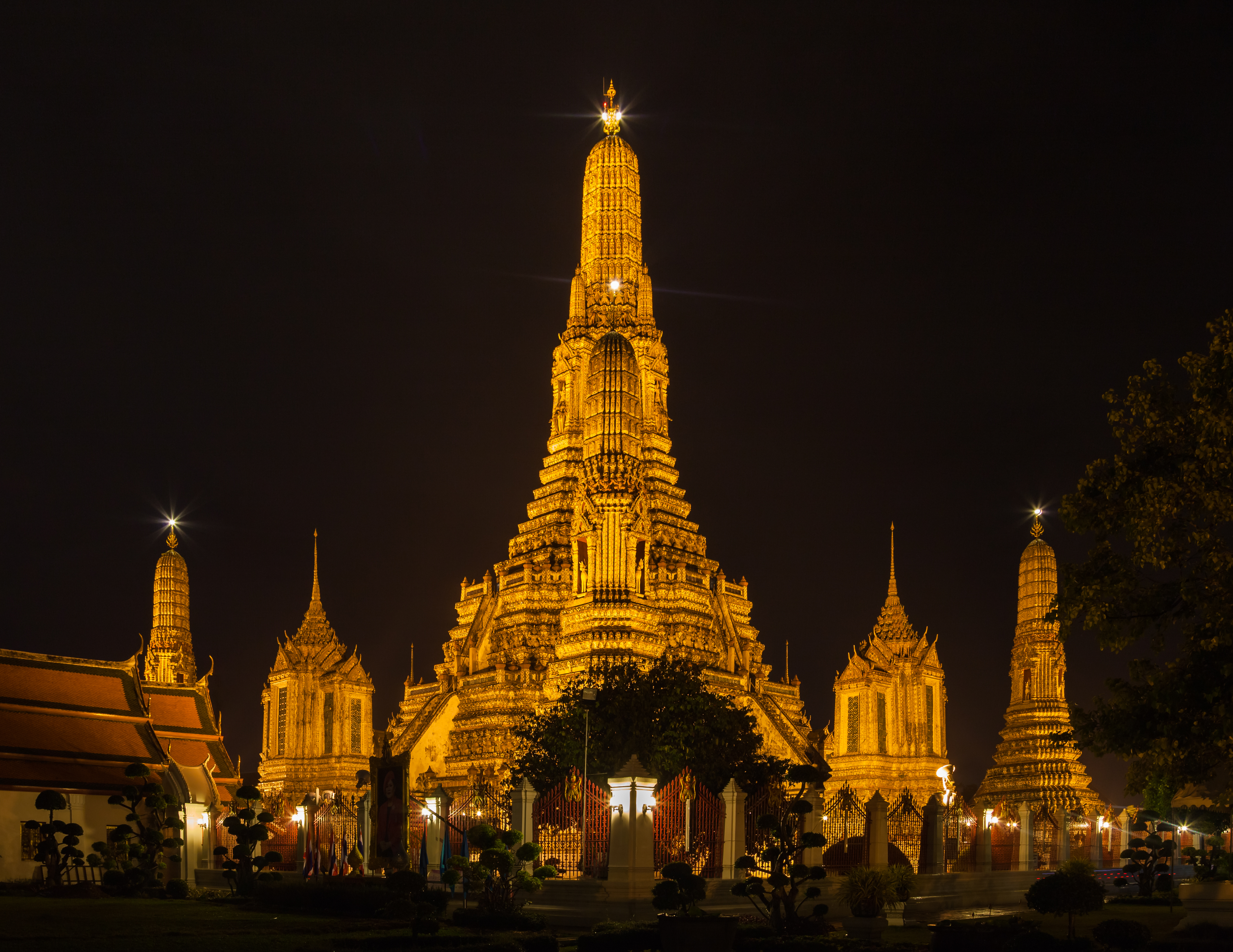
夜のワット・アルン
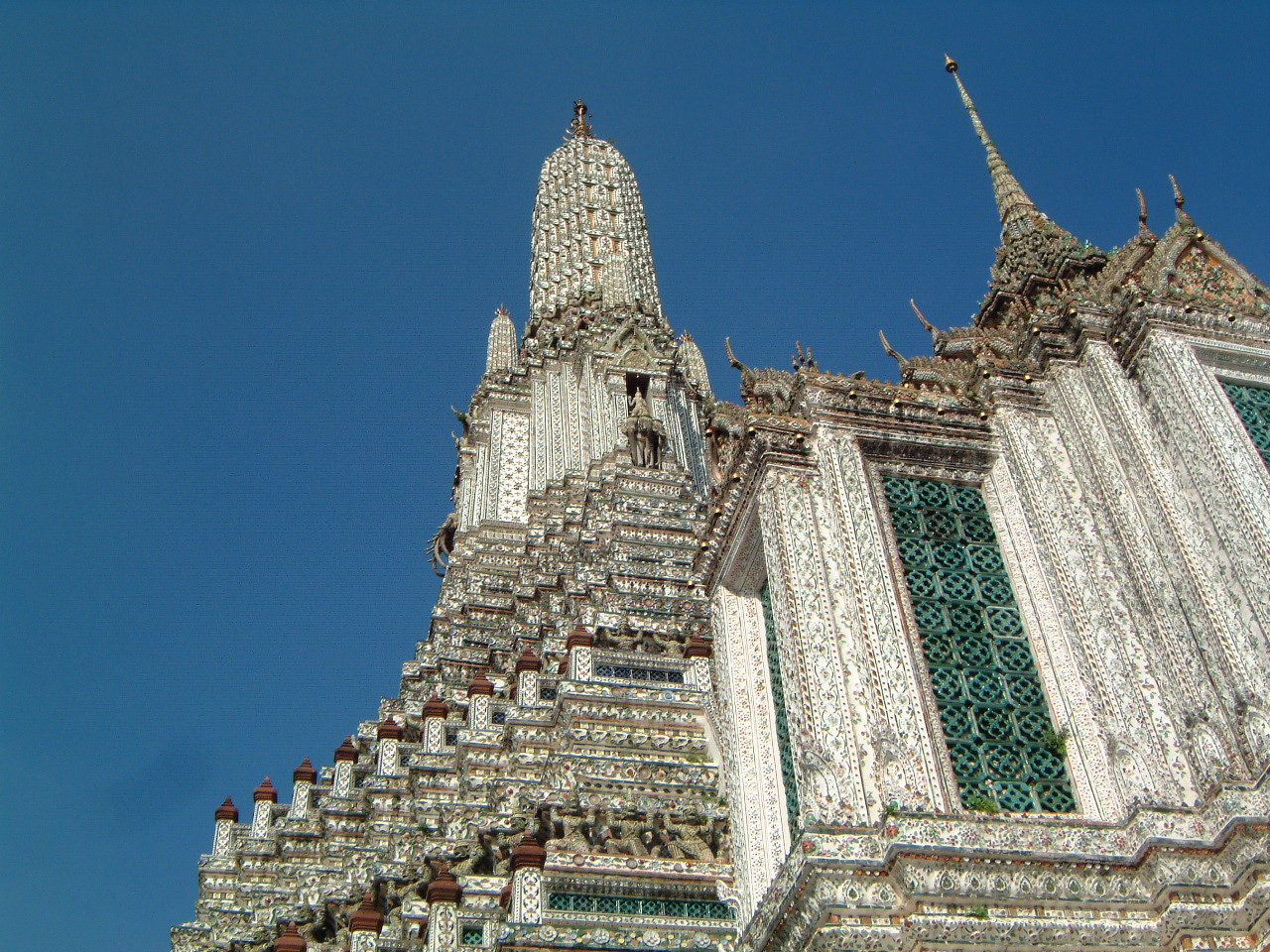
大仏塔
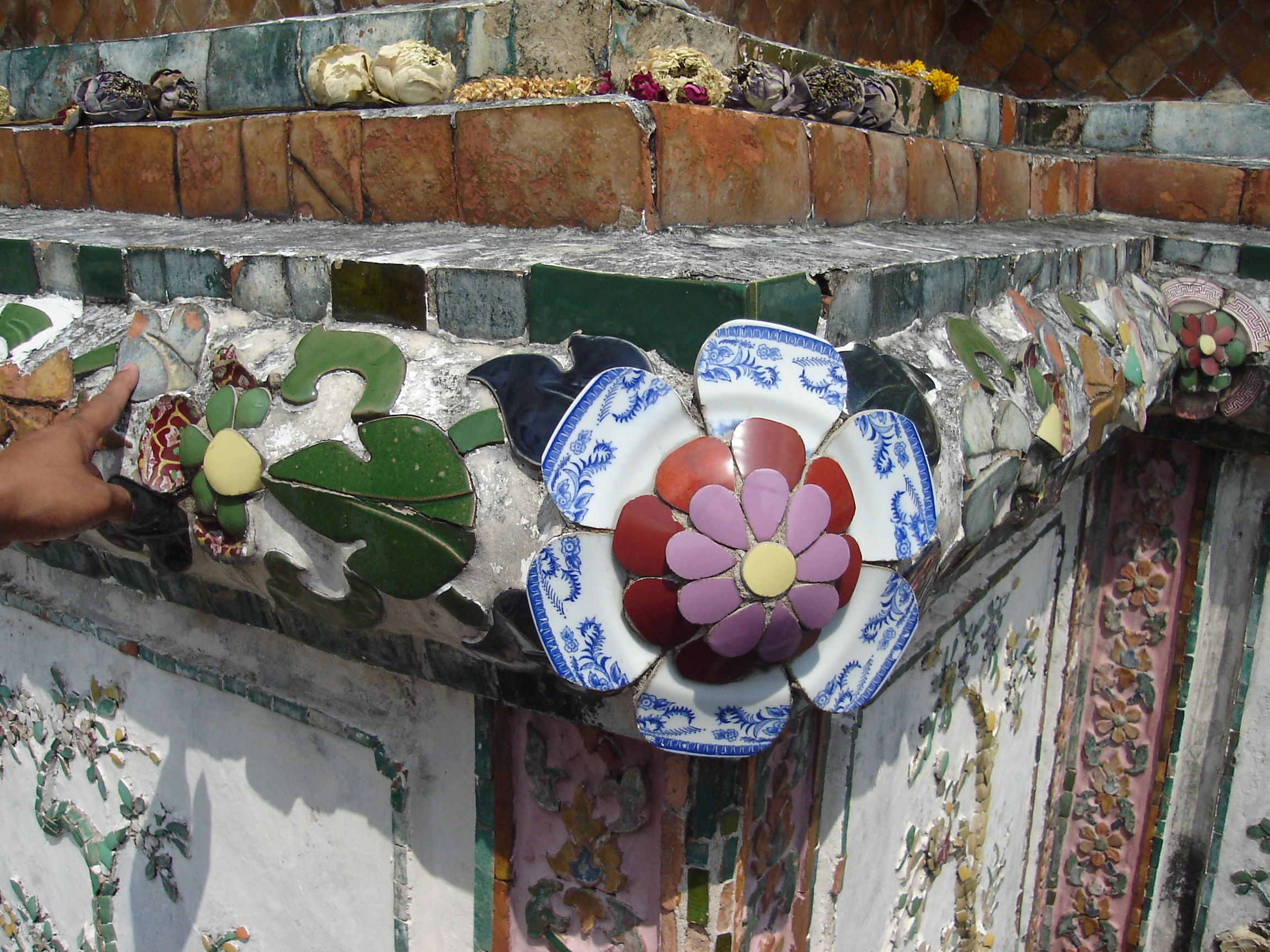
大仏塔近影 （陶器の破片が埋め込まれている）
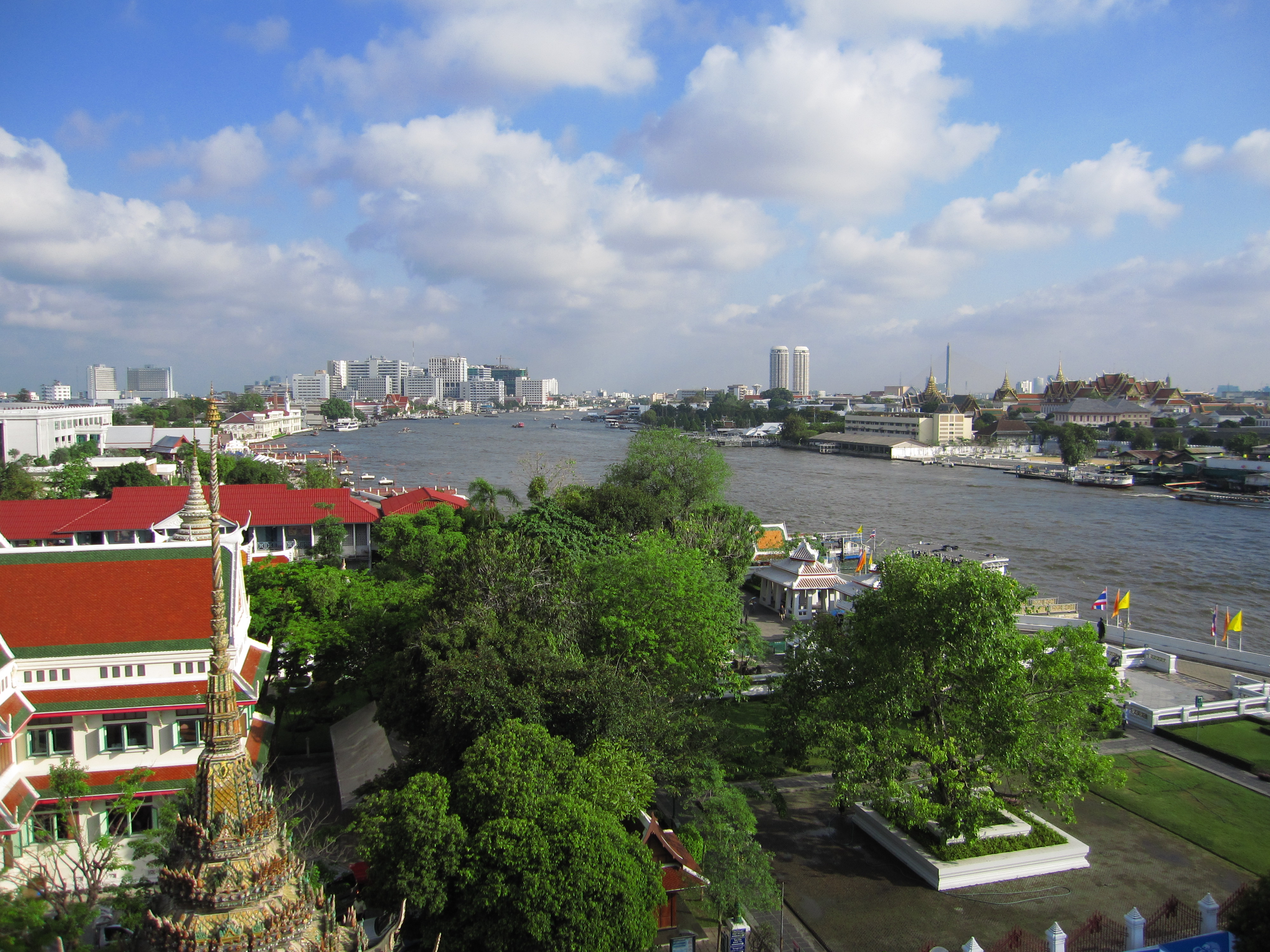
大仏塔の上からはチャオプラヤー川やバンコク市街が見渡せる。
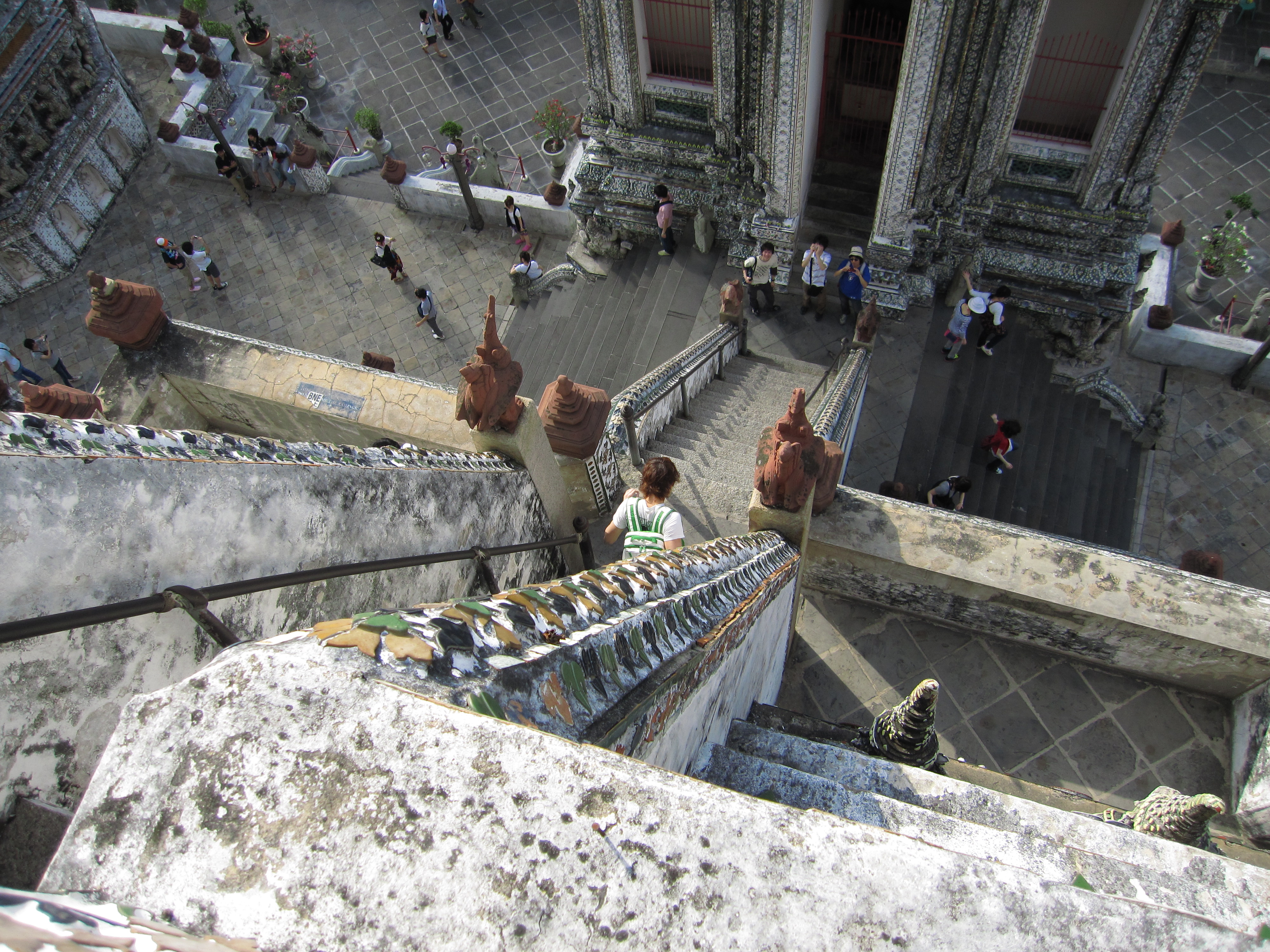
大仏塔の階段はとても急で、上り下りする際には注意が必要である。